# DBL Most Improved Player
De Dutch Basketball League Most Improved Player-prijs wordt elk jaar uitgereikt aan de speler die de meeste voortgang heeft geboekt in een jaar en dit heeft laten zien in het Dutch Basketball League-seizoen, ook wel de Eredivisie genoemd. De prijs wordt uitgereikt door de Federatie Eredvisie Basketbal sinds 2011. Worthy de Jong was de eerste winnaar van de prijs.

## Winnaars
| Seizoen | Nat.                      | Naam                    | Pos. | Club                        | Stad             | Ref.   |
| ------- | ------------------------- | ----------------------- | ---- | --------------------------- | ---------------- | ------ |
| 2010–11 | Vlag van Nederland        | Worthy de Jong          | SG   | Zorg en Zekerheid Leiden    | Leiden           | [ 1 ]  |
| 2011–12 | Vlag van Nederland        | Leon Williams           | PG   | Rotterdam Basketbal College | Rotterdam        | [ 2 ]  |
| 2012–13 | Vlag van Nederland        | Jeroen van der List     | F/C  | Den Helder Kings            | Den Helder       | [ 3 ]  |
| 2013–14 | Vlag van Nederland        | Jeroen van der List (2) | F/C  | Den Helder Kings            | Den Helder       | [ 4 ]  |
| 2014–15 | Vlag van Nederland        | Yannick Franke          | SG   | Challenge Sports Rotterdam  | Rotterdam        | [ 5 ]  |
| 2015–16 | Vlag van Verenigde Staten | Grant Gibbs             | F    | Landstede Basketbal         | Zwolle           | [ 6 ]  |
| 2016–17 | Vlag van Nederland        | Maarten Bouwknecht      | G    | New Heroes Den Bosch        | 's-Hertogenbosch | [ 7 ]  |
| 2017–18 | Vlag van Nederland        | Sam van Dijk            | G    | Basketball Academie Limburg | Weert            | [ 8 ]  |
| 2018–19 | Vlag van Nederland        | Rienk Mast              | PF   | Donar                       | Groningen        | [ 9 ]  |
| 2020–21 | Vlag van Nederland        | Stan van den Elzen      | SG   | Den Helder                  | Den Helder       | [ 10 ] |